# Charles Isidore Douin
Charles Isidore Douin (Bouville, Eure-et-Loir, 1858 — Chartres, 1944) foi um botânico francês.
Consagrou-se no estudo das bryophytas.